# Cal Pau Magí
Cal Pau Magí és una obra del municipi d'Albinyana inclosa en l'Inventari del Patrimoni Arquitectònic de Catalunya.

## Descripció
La portalada d'accés és a l'esquerra i té un arc carpanell, del qual es veuen part de les dovelles. Consta de tres plantes. Tota la façana és arrebossada, la qual cosa ens priva de veure la pedra que la compon. L'interior de la casa, molt modificat, conserva el seu caire antic, sobretot en els baixos. Aquests presenten una volta amb nervis que descriuen arcs carpanells. A l'esquerra d'aquesta volta hi ha un arc de mig punt que deixa veure l'escalinata d'accés a la planta noble. Allí i sobre la llinda d'una porta hi ha la inscripció 1637, així com un escut amb el símbol de Crist.

## Història
La cas fou antigament propietat de l'administrador del monestir de Sant Cugat del Vallès. Era el magatzem on és recollida la part de les collites dedicades al monestir (la casa de la comanda). L'edifici data del s. XVII i fou expropiat, junt amb totes les hisendes, per la desamortització.